# Dicranomyia (Dicranomyia) fullawayi
Dicranomyia (Dicranomyia) fullawayi is een tweevleugelige uit de familie steltmuggen (Limoniidae)]. De soort komt voor in het Oriëntaals en Australaziatisch gebied.